# Tim Shell
Timothy Robert Shell, más conocido como Tim Shell (Estados Unidos, 5 de mayo de 1968), es un empresario estadounidense de Internet y el presidente ejecutivo de Bomis. Shell ha sido parte de la empresa desde su inicio en 1996 y fue socio fundador.

## Otras actividades
En 2003 Shell fue nombrado como un fideicomisario inicial en la Fundación Wikimedia en los reglamentos de la organización. En octubre de 2006 fue nombrado vicepresidente, a pesar de que no había realizado nuevas contribuciones editoriales a Wikipedia. En diciembre de 2006 cedió el puesto del consejo y fue substituido por Jan Bart de Vreede.